# لويس أرماندو غونزاليس
لويس أرماندو غونزاليس (بالإسبانية: Armando González)‏ هو مدرب كرة قدم ولاعب كرة قدم مكسيكي في مركز الهجوم، ولد في 16 نوفمبر 1968 في ولاية أغواسكالينتس في المكسيك. لعب مع نادي غوادالاخارا.